# Anne Margrethe Hauskenová Nordbergová
Anne Margrethe Hauskenová Nordbergová (* 23. leden 1976, Torvastad) je norská reprezentantka v orientačním běhu, jež v současnosti žije v Oslo. Jejím největším úspěchem je zlatá medaile ze sprintu na Mistrovství světa v roce 2008 v Olomouci. V současnosti běhá za norský klub Halden SK.

## Sportovní kariéra
| Přehled úspěchů na Mistrovství světa | Přehled úspěchů na Mistrovství světa | Přehled úspěchů na Mistrovství světa | Přehled úspěchů na Mistrovství světa | Přehled úspěchů na Mistrovství světa |
| Mistrovství světa                    | Sprint                               | Middle                               | Long                                 | Štafety                              |
| ------------------------------------ | ------------------------------------ | ------------------------------------ | ------------------------------------ | ------------------------------------ |
| Jona 2003                            | 6. místo                             | X                                    | X                                    | X                                    |
| Västerås 2004                        | 8. místo                             | Q18. místo                           | X                                    | X                                    |
| Aichi 2005                           | 2. místo                             | Q16. místo                           | X                                    | 2. místo                             |
| Århus 2006                           | 26. místo                            | X                                    | 6. místo                             | 6. místo                             |
| Kyjev 2007                           | 10. místo                            | 34. místo                            | 4. místo                             | 3. místo                             |
| Olomouc 2008                         | 1. místo                             | 25. místo                            | 4. místo                             | 6. místo                             |
| Miskolc 2009                         | 7. místo                             | X                                    | 6. místo                             | 1. místo                             |
| Trondheim 2010                       | X                                    | 8. místo                             | 8. místo                             | 2. místo                             |
| Lausanne 2012                        | 25. místo                            | X                                    | 5. místo                             | 3. místo                             |

| Přehled úspěchů na Mistrovství Evropy | Přehled úspěchů na Mistrovství Evropy | Přehled úspěchů na Mistrovství Evropy | Přehled úspěchů na Mistrovství Evropy | Přehled úspěchů na Mistrovství Evropy |
| Mistrovství Evropy                    | Sprint                                | Middle                                | Long                                  | Štafety                               |
| ------------------------------------- | ------------------------------------- | ------------------------------------- | ------------------------------------- | ------------------------------------- |
| Sümeg 2002                            | 3. místo                              | 6. místo                              | 15. místo                             | X                                     |
| Røskilde 2004                         | 5. místo                              | 19. místo                             | 11. místo                             | X                                     |
| Ventspils 2008                        | 1. místo                              | 7. místo                              | 1. místo                              | 4. místo                              |
| Falun 2012                            | DSQ                                   | 9. místo                              | X                                     | 5. místo                              |

| Přehled úspěchů na Mistrovství světa juniorů | Přehled úspěchů na Mistrovství světa juniorů | Přehled úspěchů na Mistrovství světa juniorů | Přehled úspěchů na Mistrovství světa juniorů | Přehled úspěchů na Mistrovství světa juniorů |
| Mistrovství světa juniorů                    | Sprint                                       | Middle                                       | Long                                         | Štafety                                      |
| -------------------------------------------- | -------------------------------------------- | -------------------------------------------- | -------------------------------------------- | -------------------------------------------- |
| Govora 1996                                  | X                                            | X                                            | 26. místo                                    | X                                            |